# Geraldine Farrar
Geraldine Farrar, född 28 februari 1882 i Melrose, Massachusetts, död 11 mars 1967 i Ridgefield, Connecticut, var en amerikansk operasångare och filmskådespelare.
Farrar var elev till Lorenz i Boston, Trabadello i Paris och Lilli Lehmann i Berlin. 1901–07 var hon primadonna vid Kungliga operan i Berlin, därefter vid Metropolitan i New York, tills hon 1927 lämnade scenen. Farrar gästspelade på Kungliga Operan i Stockholm 1904 och 1906. Hennes självbiografi utkom 1916.

## Filmografi
- 1915 – Carmen
- 1915 – Temptation
- 1916 – Maria Rosa
- 1916 – Joan the Woman
- 1917 – The Woman God Forgot
- 1917 – The Devil-Stone
- 1918 – The Turn of Wheel

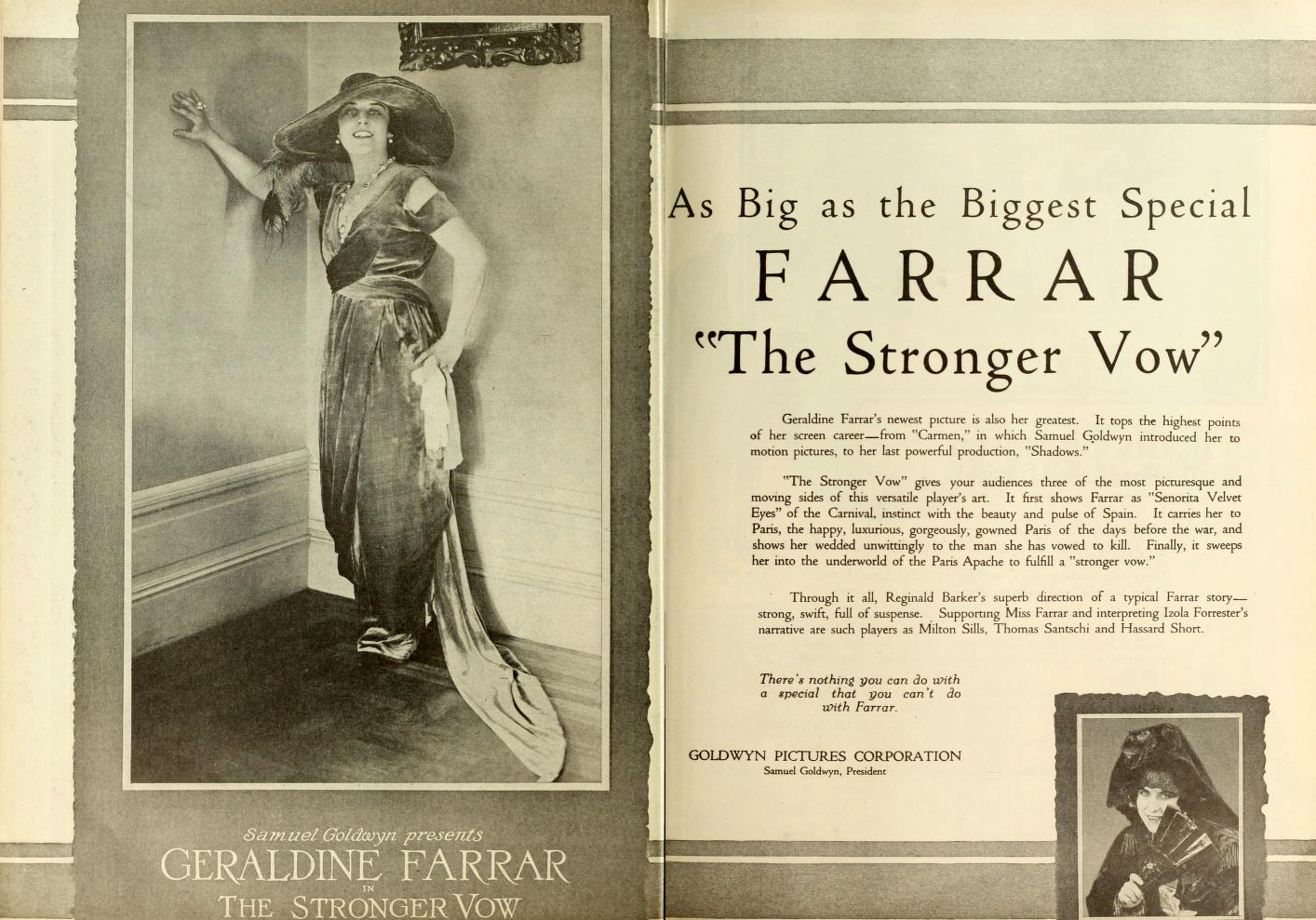
Annons för The Stronger Vow, en stumfilm från 1919.

- 1918 – The Bonds That Tie(kortfilm)
- 1918 – The Hell Cat
- 1919 – Shadows
- 1919 – The Stronger Vow
- 1919 – The World and Its Woman
- 1919 – Flame of the Desert
- 1920 – The Woman and the Puppet
- 1920 – The Riddle:Woman